# Мамыр (Актюбинская область)
Мамыр (каз. Мамыр) — село в Иргизском районе Актюбинской области Казахстана. Входит в состав Нуринского сельского округа. Находится примерно в 90 км к северо-востоку от села Иргиз, административного центра района. Код КАТО — 156843400.

## Население
В 1999 году население села составляло 323 человека (182 мужчины и 141 женщина). По данным переписи 2009 года, в селе проживало 174 человека (99 мужчин и 75 женщин).